# Kriget mellan Storcolombia och Peru
Kriget mellan Storcolombia och Peru utkämpades 1828-1829, och var den första internationella väpnade konflikt som utkämpades av Republiken Peru, självständigt från Spanien sedan 1821, och Storcolombia, en konfederation bestående det som senare kom att bli Colombia, Ecuador, Panama och Venezuela, vilken fanns åren 1819-1830.

## Orsaker
Krigsorsakerna daterade sig tillbaka till kolonialtiden, och handlade om vem som skulle få ha Jaén och Maynas. Real Audiencia de Quito hade skapats 1563 av spanska kungen. Dess territorier var, i norr Pasto, Popayán, Cali, Buenaventura, och Buga i vad som senare kom att bli Colombia. Real Audiencia de Quito blev senare del av Vicekungadömet Peru fram till 1717, då det blev en del av Vicekungadömet New Granada. Dåtida gränser var väldigt oexakta, framför allt i obefolkade områden i öst, om vilka den geografiska kunskapen var sämre.

### Fotnoter
1. ↑  Tinajero Cevallos, Alfredo and Amparo Barba González. Chronology of a Brief History of Ecuador